# Tirrena-Adriàtica 2021
La Tirrena-Adriàtica 2021, 56a edició de la Tirrena-Adriàtica, es disputà entre el 10 i el 17 de març de 2021 sobre un recorregut de 1.104,1 km repartits entre set etapes, la darrera d'elles una contrarellotge individual. La cursa forma part de l'UCI World Tour 2021.
El vencedor final fou l'eslovè Tadej Pogačar (UAE Team Emirates), vencedor d'una etapa i de la classificació dels joves i de la muntanya. Pogačar superà en poc més d'un minut a Wout Van Aert (Team Jumbo-Visma), vencedor de 2 etapes i de la classificació dels punts, i en gairebé quatre minuts al basc Mikel Landa (Bahrain Victorious).

## Equips
En la cursa hi prendran part els 19 equips UCI WorldTeams més sis equips de categoria UCI ProTeam.
| WorldTeams (19)- AG2R Citroën Team - Astana-Premier Tech - Bahrain Victorious - Bora-Hansgrohe - Cofidis - Deceuninck-Quick Step - EF Education-Nippo - Groupama-FDJ - Ineos Grenadiers - Intermarché-Wanty-Gobert Matériaux - Israel Start-Up Nation - Jumbo-Visma - Lotto Soudal - Movistar Team - Team BikeExchange - Team DSM - Qhubeka Assos - Trek-Segafredo - UAE Team Emirates ProTeams (6)- Alpecin-Fenix - Androni Giocattoli-Sidermec - Arkéa-Samsic - Eolo-Kometa - Gazprom-RusVelo - Total Direct Énergie |
| |

## Etapes
| Etapa    | Data       | Ciutats d'etapa                                     | type                      | Distància (km) | Vencedor de l'etapa  | Líder de la general |
| -------- | ---------- | --------------------------------------------------- | ------------------------- | -------------- | -------------------- | ------------------- |
| 1a etapa | 10 de març | Lido di Camaiore – Lido di Camaiore                 | etapa plana               | 156            | Wout van Aert        | Wout van Aert       |
| 2a etapa | 11 de març | Camaiore – Chiusdino                                | etapa accidentada         | 202            | Julian Alaphilippe   | Wout van Aert       |
| 3a etapa | 12 de març | Monticiano – Gualdo Tadino                          | etapa accidentada         | 219            | Mathieu van der Poel | Wout van Aert       |
| 4a etapa | 13 de març | Terni – Prati di Tivo                               | etapa de muntanya         | 148            | Tadej Pogačar        | Tadej Pogačar       |
| 5a etapa | 14 de març | Castellalto – Castelfidardo                         | etapa accidentada         | 205            | Mathieu van der Poel | Tadej Pogačar       |
| 6a etapa | 15 de març | Castelraimondo – Lido di Fermo                      | etapa plana               | 169,2          | Mads Würtz Schmidt   | Tadej Pogačar       |
| 7a etapa | 16 de març | San Benedetto del Tronto – San Benedetto del Tronto | contrarellotge individual | 10,1           | Wout van Aert        | Tadej Pogačar       |

### Etapa 1
Lido di Camaiore – Lido di Camaiore, 10 de març, 156 km
Etapa dividida en dues parts. Els primers 90 km són trencames, amb una cota que cal superar tres vegades, mentre la segona part és totalment plana. Wout Van Aert s'imposà a l'esprint.
| \| Classificació de l'etapa \| Classificació de l'etapa \| Classificació de l'etapa \| Classificació de l'etapa \| Classificació de l'etapa \| \| Corredor \| Corredor \| Equip \| Temps \| \| \| ------------------------ \| ------------------------ \| ------------------------ \| ------------------------ \| ------------------------ \| \| 1r \| Wout van Aert \| Jumbo-Visma \| 3h 36' 17" \| \| \| 2n \| Caleb Ewan \| Lotto-Soudal \| + 0" \| \| \| 3r \| Fernando Gaviria Rendón \| UAE Team Emirates \| + 0" \| \| \| 4t \| Andrea Vendrame \| AG2R Citroën Team \| + 0" \| \| \| 5è \| Luka Mezgec \| BikeExchange \| + 0" \| \| \| 6è \| Tim Merlier \| Alpecin-Fenix \| + 0" \| \| \| 7è \| Álvaro Hodeg Chagui \| Deceuninck-Quick Step \| + 0" \| \| \| 8è \| Davide Ballerini \| Deceuninck-Quick Step \| + 0" \| \| \| 9è \| Iván García Cortina \| Movistar Team \| + 0" \| \| \| 10è \| Hugo Hofstetter \| Israel Start-Up Nation \| + 0" \| \| |                         |                        |            |
| |                         |                        |            |
| Font: ProCyclingStats |                         |                        |            |
| Classificació de l'etapa |                         |                        |            |
| Corredor | Corredor                | Equip                  | Temps      |
| 1r | Wout van Aert           | Jumbo-Visma            | 3h 36' 17" |
| 2n | Caleb Ewan              | Lotto-Soudal           | + 0"       |
| 3r | Fernando Gaviria Rendón | UAE Team Emirates      | + 0"       |
| 4t | Andrea Vendrame         | AG2R Citroën Team      | + 0"       |
| 5è | Luka Mezgec             | BikeExchange           | + 0"       |
| 6è | Tim Merlier             | Alpecin-Fenix          | + 0"       |
| 7è | Álvaro Hodeg Chagui     | Deceuninck-Quick Step  | + 0"       |
| 8è | Davide Ballerini        | Deceuninck-Quick Step  | + 0"       |
| 9è | Iván García Cortina     | Movistar Team          | + 0"       |
| 10è | Hugo Hofstetter         | Israel Start-Up Nation | + 0"       |

| \| Classificació general \| Classificació general \| Classificació general \| Classificació general \| Classificació general \| \| Corredor \| Corredor \| Equip \| Temps \| \| \| --------------------- \| ----------------------- \| --------------------------- \| --------------------- \| --------------------- \| \| 1r \| Wout van Aert \| Jumbo-Visma \| 3h 36' 07" \| \| \| 2n \| Caleb Ewan \| Lotto-Soudal \| + 4" \| \| \| 3r \| Fernando Gaviria Rendón \| UAE Team Emirates \| + 6" \| \| \| 4t \| Simone Velasco \| Gazprom-RusVelo \| + 7" \| \| \| 5è \| Mattia Bais \| Androni Giocattoli-Sidermec \| + 8" \| \| \| 6è \| Andrea Vendrame \| AG2R Citroën Team \| + 10" \| \| \| 7è \| Luka Mezgec \| BikeExchange \| + 10" \| \| \| 8è \| Tim Merlier \| Alpecin-Fenix \| + 10" \| \| \| 9è \| Álvaro Hodeg Chagui \| Deceuninck-Quick Step \| + 10" \| \| \| 10è \| Davide Ballerini \| Deceuninck-Quick Step \| + 10" \| \| |                         |                             |            |
| |                         |                             |            |
| Font: ProCyclingStats |                         |                             |            |
| Classificació general |                         |                             |            |
| Corredor | Corredor                | Equip                       | Temps      |
| 1r | Wout van Aert           | Jumbo-Visma                 | 3h 36' 07" |
| 2n | Caleb Ewan              | Lotto-Soudal                | + 4"       |
| 3r | Fernando Gaviria Rendón | UAE Team Emirates           | + 6"       |
| 4t | Simone Velasco          | Gazprom-RusVelo             | + 7"       |
| 5è | Mattia Bais             | Androni Giocattoli-Sidermec | + 8"       |
| 6è | Andrea Vendrame         | AG2R Citroën Team           | + 10"      |
| 7è | Luka Mezgec             | BikeExchange                | + 10"      |
| 8è | Tim Merlier             | Alpecin-Fenix               | + 10"      |
| 9è | Álvaro Hodeg Chagui     | Deceuninck-Quick Step       | + 10"      |
| 10è | Davide Ballerini        | Deceuninck-Quick Step       | + 10"      |

### Etapa 2
Camaiore – Chiusdino, 11 de març, 202 km
Primera part de l'etapa totalment plana. A partir del km 90 el terreny és accidentat amb dues cotes a superar, la segona d'elles en l'arribada. Julian Alaphilippe s'imposà a l'esprint en el grup de favorits.
| \| Classificació de l'etapa \| Classificació de l'etapa \| Classificació de l'etapa \| Classificació de l'etapa \| Classificació de l'etapa \| \| Corredor \| Corredor \| Equip \| Temps \| \| \| ------------------------ \| ------------------------ \| ------------------------ \| ------------------------ \| ------------------------ \| \| 1r \| Julian Alaphilippe \| Deceuninck-Quick Step \| 5h 01' 32" \| \| \| 2n \| Mathieu van der Poel \| Alpecin-Fenix \| + 0" \| \| \| 3r \| Wout van Aert \| Jumbo-Visma \| + 0" \| \| \| 4t \| Tadej Pogačar \| UAE Team Emirates \| + 0" \| \| \| 5è \| Alexander Aranburu Deba \| Astana-Premier Tech \| + 0" \| \| \| 6è \| Robert Stannard \| BikeExchange \| + 0" \| \| \| 7è \| João Almeida \| Deceuninck-Quick Step \| + 0" \| \| \| 8è \| Greg Van Avermaet \| AG2R Citroën Team \| + 0" \| \| \| 9è \| Tim Wellens \| Lotto-Soudal \| + 0" \| \| \| 10è \| Giulio Ciccone \| Trek-Segafredo \| + 0" \| \| |                         |                       |            |
| |                         |                       |            |
| Font: ProCyclingStats |                         |                       |            |
| Classificació de l'etapa |                         |                       |            |
| Corredor | Corredor                | Equip                 | Temps      |
| 1r | Julian Alaphilippe      | Deceuninck-Quick Step | 5h 01' 32" |
| 2n | Mathieu van der Poel    | Alpecin-Fenix         | + 0"       |
| 3r | Wout van Aert           | Jumbo-Visma           | + 0"       |
| 4t | Tadej Pogačar           | UAE Team Emirates     | + 0"       |
| 5è | Alexander Aranburu Deba | Astana-Premier Tech   | + 0"       |
| 6è | Robert Stannard         | BikeExchange          | + 0"       |
| 7è | João Almeida            | Deceuninck-Quick Step | + 0"       |
| 8è | Greg Van Avermaet       | AG2R Citroën Team     | + 0"       |
| 9è | Tim Wellens             | Lotto-Soudal          | + 0"       |
| 10è | Giulio Ciccone          | Trek-Segafredo        | + 0"       |

| \| Classificació general \| Classificació general \| Classificació general \| Classificació general \| Classificació general \| \| Corredor \| Corredor \| Equip \| Temps \| \| \| --------------------- \| ----------------------- \| --------------------- \| --------------------- \| --------------------- \| \| 1r \| Wout van Aert \| Jumbo-Visma \| 8h 37' 35" \| \| \| 2n \| Julian Alaphilippe \| Deceuninck-Quick Step \| + 4" \| \| \| 3r \| Mathieu van der Poel \| Alpecin-Fenix \| + 8" \| \| \| 4t \| Pàvel Sivakov \| Ineos Grenadiers \| + 11" \| \| \| 5è \| Mikel Landa Meana \| Bahrain Victorious \| + 13" \| \| \| 6è \| Andrea Vendrame \| AG2R Citroën Team \| + 14" \| \| \| 7è \| Robert Stannard \| BikeExchange \| + 14" \| \| \| 8è \| João Almeida \| Deceuninck-Quick Step \| + 14" \| \| \| 9è \| Tadej Pogačar \| UAE Team Emirates \| + 14" \| \| \| 10è \| Alexander Aranburu Deba \| Astana-Premier Tech \| + 14" \| \| |                         |                       |            |
| |                         |                       |            |
| Font: ProCyclingStats |                         |                       |            |
| Classificació general |                         |                       |            |
| Corredor | Corredor                | Equip                 | Temps      |
| 1r | Wout van Aert           | Jumbo-Visma           | 8h 37' 35" |
| 2n | Julian Alaphilippe      | Deceuninck-Quick Step | + 4"       |
| 3r | Mathieu van der Poel    | Alpecin-Fenix         | + 8"       |
| 4t | Pàvel Sivakov           | Ineos Grenadiers      | + 11"      |
| 5è | Mikel Landa Meana       | Bahrain Victorious    | + 13"      |
| 6è | Andrea Vendrame         | AG2R Citroën Team     | + 14"      |
| 7è | Robert Stannard         | BikeExchange          | + 14"      |
| 8è | João Almeida            | Deceuninck-Quick Step | + 14"      |
| 9è | Tadej Pogačar           | UAE Team Emirates     | + 14"      |
| 10è | Alexander Aranburu Deba | Astana-Premier Tech   | + 14"      |

### Etapa 3
Monticiano – Gualdo Tadino, 12 de març, 219 km
Etapa més llarga de la present edició, amb una sola cota a superar, però uns darrers quilòmetres en lleu pujada. El vencedor final fou Mathieu van der Poel, que s'imposà clarament en l'esprint final.
| \| Classificació de l'etapa \| Classificació de l'etapa \| Classificació de l'etapa \| Classificació de l'etapa \| Classificació de l'etapa \| \| Corredor \| Corredor \| Equip \| Temps \| \| \| ------------------------ \| ------------------------- \| ------------------------ \| ------------------------ \| ------------------------ \| \| 1r \| Mathieu van der Poel \| Alpecin-Fenix \| 5h 24' 18" \| \| \| 2n \| Wout van Aert \| Jumbo-Visma \| + 0" \| \| \| 3r \| Davide Ballerini \| Deceuninck-Quick Step \| + 0" \| \| \| 4t \| Sergio Higuita García \| EF Education-Nippo \| + 0" \| \| \| 5è \| Greg Van Avermaet \| AG2R Citroën Team \| + 0" \| \| \| 6è \| Jasper De Buyst \| Lotto-Soudal \| + 0" \| \| \| 7è \| Iván García Cortina \| Movistar Team \| + 0" \| \| \| 8è \| Tadej Pogačar \| UAE Team Emirates \| + 0" \| \| \| 9è \| Gonzalo Serrano Rodríguez \| Movistar Team \| + 0" \| \| \| 10è \| Hugo Hofstetter \| Israel Start-Up Nation \| + 0" \| \| |                           |                        |            |
| |                           |                        |            |
| Font: ProCyclingStats |                           |                        |            |
| Classificació de l'etapa |                           |                        |            |
| Corredor | Corredor                  | Equip                  | Temps      |
| 1r | Mathieu van der Poel      | Alpecin-Fenix          | 5h 24' 18" |
| 2n | Wout van Aert             | Jumbo-Visma            | + 0"       |
| 3r | Davide Ballerini          | Deceuninck-Quick Step  | + 0"       |
| 4t | Sergio Higuita García     | EF Education-Nippo     | + 0"       |
| 5è | Greg Van Avermaet         | AG2R Citroën Team      | + 0"       |
| 6è | Jasper De Buyst           | Lotto-Soudal           | + 0"       |
| 7è | Iván García Cortina       | Movistar Team          | + 0"       |
| 8è | Tadej Pogačar             | UAE Team Emirates      | + 0"       |
| 9è | Gonzalo Serrano Rodríguez | Movistar Team          | + 0"       |
| 10è | Hugo Hofstetter           | Israel Start-Up Nation | + 0"       |

| \| Classificació general \| Classificació general \| Classificació general \| Classificació general \| Classificació general \| \| Corredor \| Corredor \| Equip \| Temps \| \| \| --------------------- \| --------------------- \| --------------------- \| --------------------- \| --------------------- \| \| 1r \| Wout van Aert \| Jumbo-Visma \| 14h 01' 47" \| \| \| 2n \| Mathieu van der Poel \| Alpecin-Fenix \| + 4" \| \| \| 3r \| Julian Alaphilippe \| Deceuninck-Quick Step \| + 10" \| \| \| 4t \| Mikel Landa Meana \| Bahrain Victorious \| + 19" \| \| \| 5è \| Tadej Pogačar \| UAE Team Emirates \| + 20" \| \| \| 6è \| Robert Stannard \| BikeExchange \| + 20" \| \| \| 7è \| João Almeida \| Deceuninck-Quick Step \| + 20" \| \| \| 8è \| Sergio Higuita García \| EF Education-Nippo \| + 20" \| \| \| 9è \| Jasper De Buyst \| Lotto-Soudal \| + 20" \| \| \| 10è \| Patrick Konrad \| Bora-Hansgrohe \| + 20" \| \| |                       |                       |             |
| |                       |                       |             |
| Font: ProCyclingStats |                       |                       |             |
| Classificació general |                       |                       |             |
| Corredor | Corredor              | Equip                 | Temps       |
| 1r | Wout van Aert         | Jumbo-Visma           | 14h 01' 47" |
| 2n | Mathieu van der Poel  | Alpecin-Fenix         | + 4"        |
| 3r | Julian Alaphilippe    | Deceuninck-Quick Step | + 10"       |
| 4t | Mikel Landa Meana     | Bahrain Victorious    | + 19"       |
| 5è | Tadej Pogačar         | UAE Team Emirates     | + 20"       |
| 6è | Robert Stannard       | BikeExchange          | + 20"       |
| 7è | João Almeida          | Deceuninck-Quick Step | + 20"       |
| 8è | Sergio Higuita García | EF Education-Nippo    | + 20"       |
| 9è | Jasper De Buyst       | Lotto-Soudal          | + 20"       |
| 10è | Patrick Konrad        | Bora-Hansgrohe        | + 20"       |

### Etapa 4
Terni – Prati di Tivo, 13 de març, 148 km
Etapa reina de la present edició, amb dos ports de muntanya a superar, el Passo Capannelle (13,8 km al 4,5%) i l'arribada a Prati di Tivo (14,6 km al 7,0%). Tadej Pogačar s'imposà en solitari després de protagonitzar un atac en solitari a manca de sis quilòmetres. A banda de la victòria d'etapa també aconseguí el liderat amb 35" sobre Wout Van Aert.
| \| Classificació de l'etapa \| Classificació de l'etapa \| Classificació de l'etapa \| Classificació de l'etapa \| Classificació de l'etapa \| \| Corredor \| Corredor \| Equip \| Temps \| \| \| ------------------------ \| ------------------------ \| ------------------------ \| ------------------------ \| ------------------------ \| \| 1r \| Tadej Pogačar \| UAE Team Emirates \| 3h 51' 24" \| \| \| 2n \| Simon Yates \| BikeExchange \| + 6" \| \| \| 3r \| Sergio Higuita García \| EF Education-Nippo \| + 29" \| \| \| 4t \| Mikel Landa Meana \| Bahrain Victorious \| + 29" \| \| \| 5è \| Nairo Quintana Rojas \| Arkéa-Samsic \| + 31" \| \| \| 6è \| João Almeida \| Deceuninck-Quick Step \| + 35" \| \| \| 7è \| Matteo Fabbro \| Bora-Hansgrohe \| + 42" \| \| \| 8è \| Simon Carr \| EF Education-Nippo \| + 42" \| \| \| 9è \| Wout van Aert \| Jumbo-Visma \| + 45" \| \| \| 10è \| Jakob Fuglsang \| Astana-Premier Tech \| + 45" \| \| |                       |                       |            |
| |                       |                       |            |
| Font: ProCyclingStats |                       |                       |            |
| Classificació de l'etapa |                       |                       |            |
| Corredor | Corredor              | Equip                 | Temps      |
| 1r | Tadej Pogačar         | UAE Team Emirates     | 3h 51' 24" |
| 2n | Simon Yates           | BikeExchange          | + 6"       |
| 3r | Sergio Higuita García | EF Education-Nippo    | + 29"      |
| 4t | Mikel Landa Meana     | Bahrain Victorious    | + 29"      |
| 5è | Nairo Quintana Rojas  | Arkéa-Samsic          | + 31"      |
| 6è | João Almeida          | Deceuninck-Quick Step | + 35"      |
| 7è | Matteo Fabbro         | Bora-Hansgrohe        | + 42"      |
| 8è | Simon Carr            | EF Education-Nippo    | + 42"      |
| 9è | Wout van Aert         | Jumbo-Visma           | + 45"      |
| 10è | Jakob Fuglsang        | Astana-Premier Tech   | + 45"      |

| \| Classificació general \| Classificació general \| Classificació general \| Classificació general \| Classificació general \| \| Corredor \| Corredor \| Equip \| Temps \| \| \| --------------------- \| --------------------- \| --------------------- \| --------------------- \| --------------------- \| \| 1r \| Tadej Pogačar \| UAE Team Emirates \| 17h 53' 21" \| \| \| 2n \| Wout van Aert \| Jumbo-Visma \| + 35" \| \| \| 3r \| Sergio Higuita García \| EF Education-Nippo \| + 35" \| \| \| 4t \| Mikel Landa Meana \| Bahrain Victorious \| + 38" \| \| \| 5è \| Nairo Quintana Rojas \| Arkéa-Samsic \| + 41" \| \| \| 6è \| João Almeida \| Deceuninck-Quick Step \| + 45" \| \| \| 7è \| Jakob Fuglsang \| Astana-Premier Tech \| + 55" \| \| \| 8è \| Simon Carr \| EF Education-Nippo \| + 1' 03" \| \| \| 9è \| Matteo Fabbro \| Bora-Hansgrohe \| + 1' 12" \| \| \| 10è \| Geraint Thomas \| Ineos Grenadiers \| + 1' 25" \| \| |                       |                       |             |
| |                       |                       |             |
| Font: ProCyclingStats |                       |                       |             |
| Classificació general |                       |                       |             |
| Corredor | Corredor              | Equip                 | Temps       |
| 1r | Tadej Pogačar         | UAE Team Emirates     | 17h 53' 21" |
| 2n | Wout van Aert         | Jumbo-Visma           | + 35"       |
| 3r | Sergio Higuita García | EF Education-Nippo    | + 35"       |
| 4t | Mikel Landa Meana     | Bahrain Victorious    | + 38"       |
| 5è | Nairo Quintana Rojas  | Arkéa-Samsic          | + 41"       |
| 6è | João Almeida          | Deceuninck-Quick Step | + 45"       |
| 7è | Jakob Fuglsang        | Astana-Premier Tech   | + 55"       |
| 8è | Simon Carr            | EF Education-Nippo    | + 1' 03"    |
| 9è | Matteo Fabbro         | Bora-Hansgrohe        | + 1' 12"    |
| 10è | Geraint Thomas        | Ineos Grenadiers      | + 1' 25"    |

### Etapa 5
Castellalto – Castelfidardo, 14 de març, 205 km
Etapa amb dues parts ben diferenciades. Els primers 100 quilòmetres són totalment plans, seguint la costa de la mar Adriàtica. Un cop a Castelfidardo els ciclistes hauran de fer quatre voltes a un circuit de 23 km. El circuit és molt accidentat. amb diverses cotes, una d'elles amb rampes durant més d'un quilòmetre al 15%. El vencedor fou Mathieu van der Poel, que s'imposà en solitari després d'atacar a més de 60 km per l'arribada. El líder Tadej Pogačar consolidà la seva posició i allunyà l'immediat perseguidor a més d'un minut.
| \| Classificació de l'etapa \| Classificació de l'etapa \| Classificació de l'etapa \| Classificació de l'etapa \| Classificació de l'etapa \| \| Corredor \| Corredor \| Equip \| Temps \| \| \| ------------------------ \| ------------------------ \| ------------------------ \| ------------------------ \| ------------------------ \| \| 1r \| Mathieu van der Poel \| Alpecin-Fenix \| 4h 48' 17" \| \| \| 2n \| Tadej Pogačar \| UAE Team Emirates \| + 10" \| \| \| 3r \| Wout van Aert \| Jumbo-Visma \| + 49" \| \| \| 4t \| Fabio Felline \| Astana-Premier Tech \| + 1' 26" \| \| \| 5è \| Egan Bernal Gómez \| Ineos Grenadiers \| + 2' 07" \| \| \| 6è \| Davide Formolo \| UAE Team Emirates \| + 2' 07" \| \| \| 7è \| Tim Wellens \| Lotto-Soudal \| + 2' 18" \| \| \| 8è \| Alessandro De Marchi \| Israel Start-Up Nation \| + 2' 18" \| \| \| 9è \| Mikel Landa Meana \| Bahrain Victorious \| + 2' 25" \| \| \| 10è \| Matteo Fabbro \| Bora-Hansgrohe \| + 2' 45" \| \| |                      |                        |            |
| |                      |                        |            |
| Font: ProCyclingStats |                      |                        |            |
| Classificació de l'etapa |                      |                        |            |
| Corredor | Corredor             | Equip                  | Temps      |
| 1r | Mathieu van der Poel | Alpecin-Fenix          | 4h 48' 17" |
| 2n | Tadej Pogačar        | UAE Team Emirates      | + 10"      |
| 3r | Wout van Aert        | Jumbo-Visma            | + 49"      |
| 4t | Fabio Felline        | Astana-Premier Tech    | + 1' 26"   |
| 5è | Egan Bernal Gómez    | Ineos Grenadiers       | + 2' 07"   |
| 6è | Davide Formolo       | UAE Team Emirates      | + 2' 07"   |
| 7è | Tim Wellens          | Lotto-Soudal           | + 2' 18"   |
| 8è | Alessandro De Marchi | Israel Start-Up Nation | + 2' 18"   |
| 9è | Mikel Landa Meana    | Bahrain Victorious     | + 2' 25"   |
| 10è | Matteo Fabbro        | Bora-Hansgrohe         | + 2' 45"   |

| \| Classificació general \| Classificació general \| Classificació general \| Classificació general \| Classificació general \| \| Corredor \| Corredor \| Equip \| Temps \| \| \| --------------------- \| --------------------- \| --------------------- \| --------------------- \| --------------------- \| \| 1r \| Tadej Pogačar \| UAE Team Emirates \| 22h 41' 41" \| \| \| 2n \| Wout van Aert \| Jumbo-Visma \| + 1' 15" \| \| \| 3r \| Mikel Landa Meana \| Bahrain Victorious \| + 3' 00" \| \| \| 4t \| Egan Bernal Gómez \| Ineos Grenadiers \| + 3' 30" \| \| \| 5è \| Matteo Fabbro \| Bora-Hansgrohe \| + 3' 54" \| \| \| 6è \| Tim Wellens \| Lotto-Soudal \| + 4' 30" \| \| \| 7è \| João Almeida \| Deceuninck-Quick Step \| + 4' 42" \| \| \| 8è \| Romain Bardet \| Team DSM \| + 5' 03" \| \| \| 9è \| Vincenzo Nibali \| Trek-Segafredo \| + 5' 54" \| \| \| 10è \| Simon Yates \| BikeExchange \| + 6' 58" \| \| |                   |                       |             |
| |                   |                       |             |
| Font: ProCyclingStats |                   |                       |             |
| Classificació general |                   |                       |             |
| Corredor | Corredor          | Equip                 | Temps       |
| 1r | Tadej Pogačar     | UAE Team Emirates     | 22h 41' 41" |
| 2n | Wout van Aert     | Jumbo-Visma           | + 1' 15"    |
| 3r | Mikel Landa Meana | Bahrain Victorious    | + 3' 00"    |
| 4t | Egan Bernal Gómez | Ineos Grenadiers      | + 3' 30"    |
| 5è | Matteo Fabbro     | Bora-Hansgrohe        | + 3' 54"    |
| 6è | Tim Wellens       | Lotto-Soudal          | + 4' 30"    |
| 7è | João Almeida      | Deceuninck-Quick Step | + 4' 42"    |
| 8è | Romain Bardet     | Team DSM              | + 5' 03"    |
| 9è | Vincenzo Nibali   | Trek-Segafredo        | + 5' 54"    |
| 10è | Simon Yates       | BikeExchange          | + 6' 58"    |

### Etapa 6
Castelraimondo – Lido di Fermo, 15 de març, 169 km
Etapa pels voltants de Fermo, amb un recorregut amb diversos circuits. Sols hi ha una petita cota a superar en la primera meitat d'etapa. Mads Würtz Schmidt s'imposà a l'esprint en un petit grup de cinc escapats.
| \| Classificació de l'etapa \| Classificació de l'etapa \| Classificació de l'etapa \| Classificació de l'etapa \| Classificació de l'etapa \| \| Corredor \| Corredor \| Equip \| Temps \| \| \| ------------------------ \| ------------------------ \| ---------------------------------- \| ------------------------ \| ------------------------ \| \| 1r \| Mads Würtz Schmidt \| Israel Start-Up Nation \| 3h 42' 09" \| \| \| 2n \| Brent Van Moer \| Lotto-Soudal \| + 0" \| \| \| 3r \| Simone Velasco \| Gazprom-RusVelo \| + 0" \| \| \| 4t \| Jan Bakelants \| Intermarché-Wanty-Gobert Matériaux \| + 0" \| \| \| 5è \| Nélson Oliveira \| Movistar Team \| + 0" \| \| \| 6è \| Emīls Liepiņš \| Trek-Segafredo \| + 25" \| \| \| 7è \| Tim Merlier \| Alpecin-Fenix \| + 1' 09" \| \| \| 8è \| Davide Ballerini \| Deceuninck-Quick Step \| + 1' 09" \| \| \| 9è \| Elia Viviani \| Cofidis \| + 1' 09" \| \| \| 10è \| Max Kanter \| Team DSM \| + 1' 09" \| \| |                    |                                    |            |
| |                    |                                    |            |
| Font: ProCyclingStats |                    |                                    |            |
| Classificació de l'etapa |                    |                                    |            |
| Corredor | Corredor           | Equip                              | Temps      |
| 1r | Mads Würtz Schmidt | Israel Start-Up Nation             | 3h 42' 09" |
| 2n | Brent Van Moer     | Lotto-Soudal                       | + 0"       |
| 3r | Simone Velasco     | Gazprom-RusVelo                    | + 0"       |
| 4t | Jan Bakelants      | Intermarché-Wanty-Gobert Matériaux | + 0"       |
| 5è | Nélson Oliveira    | Movistar Team                      | + 0"       |
| 6è | Emīls Liepiņš      | Trek-Segafredo                     | + 25"      |
| 7è | Tim Merlier        | Alpecin-Fenix                      | + 1' 09"   |
| 8è | Davide Ballerini   | Deceuninck-Quick Step              | + 1' 09"   |
| 9è | Elia Viviani       | Cofidis                            | + 1' 09"   |
| 10è | Max Kanter         | Team DSM                           | + 1' 09"   |

| \| Classificació general \| Classificació general \| Classificació general \| Classificació general \| Classificació general \| \| Corredor \| Corredor \| Equip \| Temps \| \| \| --------------------- \| --------------------- \| --------------------- \| --------------------- \| --------------------- \| \| 1r \| Tadej Pogačar \| UAE Team Emirates \| 26h 24' 59" \| \| \| 2n \| Wout van Aert \| Jumbo-Visma \| + 1' 15" \| \| \| 3r \| Mikel Landa Meana \| Bahrain Victorious \| + 3' 00" \| \| \| 4t \| Egan Bernal Gómez \| Ineos Grenadiers \| + 3' 30" \| \| \| 5è \| Matteo Fabbro \| Bora-Hansgrohe \| + 3' 54" \| \| \| 6è \| Tim Wellens \| Lotto-Soudal \| + 4' 30" \| \| \| 7è \| João Almeida \| Deceuninck-Quick Step \| + 4' 42" \| \| \| 8è \| Romain Bardet \| Team DSM \| + 5' 03" \| \| \| 9è \| Vincenzo Nibali \| Trek-Segafredo \| + 5' 54" \| \| \| 10è \| Simon Yates \| BikeExchange \| + 6' 58" \| \| |                   |                       |             |
| |                   |                       |             |
| Font: ProCyclingStats |                   |                       |             |
| Classificació general |                   |                       |             |
| Corredor | Corredor          | Equip                 | Temps       |
| 1r | Tadej Pogačar     | UAE Team Emirates     | 26h 24' 59" |
| 2n | Wout van Aert     | Jumbo-Visma           | + 1' 15"    |
| 3r | Mikel Landa Meana | Bahrain Victorious    | + 3' 00"    |
| 4t | Egan Bernal Gómez | Ineos Grenadiers      | + 3' 30"    |
| 5è | Matteo Fabbro     | Bora-Hansgrohe        | + 3' 54"    |
| 6è | Tim Wellens       | Lotto-Soudal          | + 4' 30"    |
| 7è | João Almeida      | Deceuninck-Quick Step | + 4' 42"    |
| 8è | Romain Bardet     | Team DSM              | + 5' 03"    |
| 9è | Vincenzo Nibali   | Trek-Segafredo        | + 5' 54"    |
| 10è | Simon Yates       | BikeExchange          | + 6' 58"    |

### Etapa 7
San Benedetto del Tronto – San Benedetto del Tronto, 16 de març, 10,1 km (contrarellotge individual)
Habitual contrarellotge individual pel passeig marítim de San Benedetto del Tronto, totalment plana. Wout Van Aert s'imposà amb sis segons per davant de Stefan Küng. La sorpresa fou la tercera posició de Filippo Ganna, campió del món de contrarellotge.
| \| Classificació de l'etapa \| Classificació de l'etapa \| Classificació de l'etapa \| Classificació de l'etapa \| Classificació de l'etapa \| \| Corredor \| Corredor \| Equip \| Temps \| \| \| ------------------------ \| ------------------------ \| ------------------------ \| ------------------------ \| ------------------------ \| \| 1r \| Wout van Aert \| Jumbo-Visma \| 11' 06" \| \| \| 2n \| Stefan Küng \| Groupama-FDJ \| + 6" \| \| \| 3r \| Filippo Ganna \| Ineos Grenadiers \| + 11" \| \| \| 4t \| Tadej Pogačar \| UAE Team Emirates \| + 12" \| \| \| 5è \| Benjamin Thomas \| Groupama-FDJ \| + 16" \| \| \| 6è \| Alberto Bettiol \| EF Education-Nippo \| + 18" \| \| \| 7è \| João Almeida \| Deceuninck-Quick Step \| + 24" \| \| \| 8è \| Kasper Asgreen \| Deceuninck-Quick Step \| + 26" \| \| \| 9è \| Michael Hepburn \| BikeExchange \| + 27" \| \| \| 10è \| Tobias Ludvigsson \| Groupama-FDJ \| + 28" \| \| |                   |                       |         |
| |                   |                       |         |
| Font: ProCyclingStats |                   |                       |         |
| Classificació de l'etapa |                   |                       |         |
| Corredor | Corredor          | Equip                 | Temps   |
| 1r | Wout van Aert     | Jumbo-Visma           | 11' 06" |
| 2n | Stefan Küng       | Groupama-FDJ          | + 6"    |
| 3r | Filippo Ganna     | Ineos Grenadiers      | + 11"   |
| 4t | Tadej Pogačar     | UAE Team Emirates     | + 12"   |
| 5è | Benjamin Thomas   | Groupama-FDJ          | + 16"   |
| 6è | Alberto Bettiol   | EF Education-Nippo    | + 18"   |
| 7è | João Almeida      | Deceuninck-Quick Step | + 24"   |
| 8è | Kasper Asgreen    | Deceuninck-Quick Step | + 26"   |
| 9è | Michael Hepburn   | BikeExchange          | + 27"   |
| 10è | Tobias Ludvigsson | Groupama-FDJ          | + 28"   |

## Classificacions finals

### Classificació general
| \| Classificació general \| Classificació general \| Classificació general \| Classificació general \| Classificació general \| \| Corredor \| Corredor \| Equip \| Temps \| \| \| --------------------- \| --------------------- \| --------------------- \| --------------------- \| --------------------- \| \| 1r \| Tadej Pogačar \| UAE Team Emirates \| 26h 36' 17" \| \| \| 2n \| Wout van Aert \| Jumbo-Visma \| + 1' 03" \| \| \| 3r \| Mikel Landa Meana \| Bahrain Victorious \| + 3' 57" \| \| \| 4t \| Egan Bernal Gómez \| Ineos Grenadiers \| + 4' 13" \| \| \| 5è \| Matteo Fabbro \| Bora-Hansgrohe \| + 4' 37" \| \| \| 6è \| João Almeida \| Deceuninck-Quick Step \| + 4' 54" \| \| \| 7è \| Tim Wellens \| Lotto-Soudal \| + 5' 00" \| \| \| 8è \| Romain Bardet \| Team DSM \| + 5' 50" \| \| \| 9è \| Vincenzo Nibali \| Trek-Segafredo \| + 6' 30" \| \| \| 10è \| Simon Yates \| BikeExchange \| + 7' 45" \| \| |                   |                       |             |
| |                   |                       |             |
| Font: ProCyclingStats |                   |                       |             |
| Classificació general |                   |                       |             |
| Corredor | Corredor          | Equip                 | Temps       |
| 1r | Tadej Pogačar     | UAE Team Emirates     | 26h 36' 17" |
| 2n | Wout van Aert     | Jumbo-Visma           | + 1' 03"    |
| 3r | Mikel Landa Meana | Bahrain Victorious    | + 3' 57"    |
| 4t | Egan Bernal Gómez | Ineos Grenadiers      | + 4' 13"    |
| 5è | Matteo Fabbro     | Bora-Hansgrohe        | + 4' 37"    |
| 6è | João Almeida      | Deceuninck-Quick Step | + 4' 54"    |
| 7è | Tim Wellens       | Lotto-Soudal          | + 5' 00"    |
| 8è | Romain Bardet     | Team DSM              | + 5' 50"    |
| 9è | Vincenzo Nibali   | Trek-Segafredo        | + 6' 30"    |
| 10è | Simon Yates       | BikeExchange          | + 7' 45"    |

| Classificació per punts | Classificació per punts | Classificació per punts | Classificació per punts | Classificació per punts |
| Corredor                | Corredor                | Equip                   | Punts                   |                         |
| ----------------------- | ----------------------- | ----------------------- | ----------------------- | ----------------------- |
| 1r                      | Wout van Aert           | Jumbo-Visma             | 55 pts                  |                         |
| 2n                      | Tadej Pogačar           | UAE Team Emirates       | 42 pts                  |                         |
| 3r                      | Mathieu van der Poel    | Alpecin-Fenix           | 39 pts                  |                         |
| 4t                      | Mads Würtz Schmidt      | Israel Start-Up Nation  | 20 pts                  |                         |
| 5è                      | Sergio Higuita García   | EF Education-Nippo      | 15 pts                  |                         |
| 6è                      | Simone Velasco          | Gazprom-RusVelo         | 14 pts                  |                         |
| 7è                      | João Almeida            | Deceuninck-Quick Step   | 14 pts                  |                         |
| 8è                      | Davide Ballerini        | Deceuninck-Quick Step   | 14 pts                  |                         |
| 9è                      | Simon Yates             | BikeExchange            | 13 pts                  |                         |
| 10è                     | Julian Alaphilippe      | Deceuninck-Quick Step   | 12 pts                  |                         |

| Classificació per punts | Classificació per punts | Classificació per punts | Classificació per punts | Classificació per punts |
| Corredor                | Corredor                | Equip                   | Punts                   |                         |
| ----------------------- | ----------------------- | ----------------------- | ----------------------- | ----------------------- |
| 1r                      | Wout van Aert           | Jumbo-Visma             | 55 pts                  |                         |
| 2n                      | Tadej Pogačar           | UAE Team Emirates       | 42 pts                  |                         |
| 3r                      | Mathieu van der Poel    | Alpecin-Fenix           | 39 pts                  |                         |
| 4t                      | Mads Würtz Schmidt      | Israel Start-Up Nation  | 20 pts                  |                         |
| 5è                      | Sergio Higuita García   | EF Education-Nippo      | 15 pts                  |                         |
| 6è                      | Simone Velasco          | Gazprom-RusVelo         | 14 pts                  |                         |
| 7è                      | João Almeida            | Deceuninck-Quick Step   | 14 pts                  |                         |
| 8è                      | Davide Ballerini        | Deceuninck-Quick Step   | 14 pts                  |                         |
| 9è                      | Simon Yates             | BikeExchange            | 13 pts                  |                         |
| 10è                     | Julian Alaphilippe      | Deceuninck-Quick Step   | 12 pts                  |                         |

| Classificació de la muntanya | Classificació de la muntanya  | Classificació de la muntanya       | Classificació de la muntanya | Classificació de la muntanya |
| Corredor                     | Corredor                      | Equip                              | Punts                        |                              |
| ---------------------------- | ----------------------------- | ---------------------------------- | ---------------------------- | ---------------------------- |
| 1r                           | Tadej Pogačar                 | UAE Team Emirates                  | 24 pts                       |                              |
| 2n                           | Mads Würtz Schmidt            | Israel Start-Up Nation             | 20 pts                       |                              |
| 3r                           | Mathieu van der Poel          | Alpecin-Fenix                      | 18 pts                       |                              |
| 4t                           | Jan Bakelants                 | Intermarché-Wanty-Gobert Matériaux | 16 pts                       |                              |
| 5è                           | Simon Yates                   | BikeExchange                       | 15 pts                       |                              |
| 6è                           | Vincenzo Albanese             | Eolo-Kometa                        | 13 pts                       |                              |
| 7è                           | Mattia Bais                   | Androni Giocattoli-Sidermec        | 12 pts                       |                              |
| 8è                           | Peio Bilbao López de Armentia | Bahrain Victorious                 | 8 pts                        |                              |
| 9è                           | Simone Velasco                | Gazprom-RusVelo                    | 8 pts                        |                              |
| 10è                          | Filippo Ganna                 | Ineos Grenadiers                   | 7 pts                        |                              |

| Classificació de la muntanya | Classificació de la muntanya  | Classificació de la muntanya       | Classificació de la muntanya | Classificació de la muntanya |
| Corredor                     | Corredor                      | Equip                              | Punts                        |                              |
| ---------------------------- | ----------------------------- | ---------------------------------- | ---------------------------- | ---------------------------- |
| 1r                           | Tadej Pogačar                 | UAE Team Emirates                  | 24 pts                       |                              |
| 2n                           | Mads Würtz Schmidt            | Israel Start-Up Nation             | 20 pts                       |                              |
| 3r                           | Mathieu van der Poel          | Alpecin-Fenix                      | 18 pts                       |                              |
| 4t                           | Jan Bakelants                 | Intermarché-Wanty-Gobert Matériaux | 16 pts                       |                              |
| 5è                           | Simon Yates                   | BikeExchange                       | 15 pts                       |                              |
| 6è                           | Vincenzo Albanese             | Eolo-Kometa                        | 13 pts                       |                              |
| 7è                           | Mattia Bais                   | Androni Giocattoli-Sidermec        | 12 pts                       |                              |
| 8è                           | Peio Bilbao López de Armentia | Bahrain Victorious                 | 8 pts                        |                              |
| 9è                           | Simone Velasco                | Gazprom-RusVelo                    | 8 pts                        |                              |
| 10è                          | Filippo Ganna                 | Ineos Grenadiers                   | 7 pts                        |                              |

| Classificació del millor jove | Classificació del millor jove | Classificació del millor jove | Classificació del millor jove | Classificació del millor jove |
| Corredor                      | Corredor                      | Equip                         | Temps                         |                               |
| ----------------------------- | ----------------------------- | ----------------------------- | ----------------------------- | ----------------------------- |
| 1r                            | Tadej Pogačar                 | UAE Team Emirates             | 26h 36' 17"                   |                               |
| 2n                            | Egan Bernal Gómez             | Ineos Grenadiers              | + 4' 13"                      |                               |
| 3r                            | João Almeida                  | Deceuninck-Quick Step         | + 4' 54"                      |                               |
| 4t                            | Tobias Foss                   | Jumbo-Visma                   | + 12' 39"                     |                               |
| 5è                            | Pàvel Sivakov                 | Ineos Grenadiers              | + 14' 58"                     |                               |
| 6è                            | Sergio Higuita García         | EF Education-Nippo            | + 22' 12"                     |                               |
| 7è                            | Simon Carr                    | EF Education-Nippo            | + 26' 17"                     |                               |
| 8è                            | Giovanni Aleotti              | Bora-Hansgrohe                | + 30' 18"                     |                               |
| 9è                            | Natnael Tesfatsion            | Androni Giocattoli-Sidermec   | + 31' 17"                     |                               |
| 10è                           | Quinn Simmons                 | Trek-Segafredo                | + 36' 17"                     |                               |

| Classificació del millor jove | Classificació del millor jove | Classificació del millor jove | Classificació del millor jove | Classificació del millor jove |
| Corredor                      | Corredor                      | Equip                         | Temps                         |                               |
| ----------------------------- | ----------------------------- | ----------------------------- | ----------------------------- | ----------------------------- |
| 1r                            | Tadej Pogačar                 | UAE Team Emirates             | 26h 36' 17"                   |                               |
| 2n                            | Egan Bernal Gómez             | Ineos Grenadiers              | + 4' 13"                      |                               |
| 3r                            | João Almeida                  | Deceuninck-Quick Step         | + 4' 54"                      |                               |
| 4t                            | Tobias Foss                   | Jumbo-Visma                   | + 12' 39"                     |                               |
| 5è                            | Pàvel Sivakov                 | Ineos Grenadiers              | + 14' 58"                     |                               |
| 6è                            | Sergio Higuita García         | EF Education-Nippo            | + 22' 12"                     |                               |
| 7è                            | Simon Carr                    | EF Education-Nippo            | + 26' 17"                     |                               |
| 8è                            | Giovanni Aleotti              | Bora-Hansgrohe                | + 30' 18"                     |                               |
| 9è                            | Natnael Tesfatsion            | Androni Giocattoli-Sidermec   | + 31' 17"                     |                               |
| 10è                           | Quinn Simmons                 | Trek-Segafredo                | + 36' 17"                     |                               |

| Classificació per equips | Classificació per equips | Classificació per equips | Classificació per equips |
| Equip                    | Equip                    | Temps                    |                          |
| ------------------------ | ------------------------ | ------------------------ | ------------------------ |
| 1r                       | Astana-Premier Tech      | 80h 16' 45"              |                          |
| 2n                       | Ineos Grenadiers         | + 2' 48"                 |                          |
| 3r                       | Movistar Team            | + 13' 15"                |                          |
| 4t                       | Jumbo-Visma              | + 14' 12"                |                          |
| 5è                       | Team DSM                 | + 17' 34"                |                          |
| 6è                       | UAE Team Emirates        | + 17' 52"                |                          |
| 7è                       | Trek-Segafredo           | + 18' 35"                |                          |
| 8è                       | Bora-Hansgrohe           | + 20' 43"                |                          |
| 9è                       | Bahrain Victorious       | + 21' 02"                |                          |
| 10è                      | Deceuninck-Quick Step    | + 23' 30"                |                          |

| Classificació per equips | Classificació per equips | Classificació per equips | Classificació per equips |
| Equip                    | Equip                    | Temps                    |                          |
| ------------------------ | ------------------------ | ------------------------ | ------------------------ |
| 1r                       | Astana-Premier Tech      | 80h 16' 45"              |                          |
| 2n                       | Ineos Grenadiers         | + 2' 48"                 |                          |
| 3r                       | Movistar Team            | + 13' 15"                |                          |
| 4t                       | Jumbo-Visma              | + 14' 12"                |                          |
| 5è                       | Team DSM                 | + 17' 34"                |                          |
| 6è                       | UAE Team Emirates        | + 17' 52"                |                          |
| 7è                       | Trek-Segafredo           | + 18' 35"                |                          |
| 8è                       | Bora-Hansgrohe           | + 20' 43"                |                          |
| 9è                       | Bahrain Victorious       | + 21' 02"                |                          |
| 10è                      | Deceuninck-Quick Step    | + 23' 30"                |                          |

## Evolució de les classificacions
| Etapa                  | Vencedor               | Classificació general | Classificació per punts | Classificació de la muntanya | Classificació dels joves | Classificació per equips |
| ---------------------- | ---------------------- | --------------------- | ----------------------- | ---------------------------- | ------------------------ | ------------------------ |
| 1                      | Wout Van Aert          | Wout Van Aert         | Wout Van Aert           | Vincenzo Albanese            | Mattia Bais              | Deceuninck-Quick Step    |
| 2                      | Julian Alaphilippe     | Wout Van Aert         | Wout Van Aert           | Vincenzo Albanese            | Pavel Sivakov            | Deceuninck-Quick Step    |
| 3                      | Mathieu van der Poel   | Wout Van Aert         | Wout Van Aert           | Vincenzo Albanese            | Tadej Pogačar            | Deceuninck-Quick Step    |
| 4                      | Tadej Pogačar          | Tadej Pogačar         | Wout Van Aert           | Tadej Pogačar                | Tadej Pogačar            | Ineos Grenadiers         |
| 5                      | Mathieu van der Poel   | Tadej Pogačar         | Wout Van Aert           | Tadej Pogačar                | Tadej Pogačar            | Astana-Premier Tech      |
| 6                      | Mads Würtz Schmidt     | Tadej Pogačar         | Wout Van Aert           | Tadej Pogačar                | Tadej Pogačar            | Astana-Premier Tech      |
| 7                      | Wout Van Aert          | Tadej Pogačar         | Wout Van Aert           | Tadej Pogačar                | Tadej Pogačar            | Astana-Premier Tech      |
| Classificacions finals | Classificacions finals | Tadej Pogačar         | Wout Van Aert           | Tadej Pogačar                | Tadej Pogačar            | Astana-Premier Tech      |

## Llista de participants
| BikeExchange BEX | BikeExchange BEX              | BikeExchange BEX |
| ---------------- | ----------------------------- | ---------------- |
| Núm              | Ciclista                      | Pos              |
| 1                | Simon Yates (GBR)             | 10è              |
| 2                | Jack Bauer (NZL)              | NP-7             |
| 3                | Michael Hepburn (AUS)         | 124è             |
| 4                | Christopher Juul-Jensen (DEN) | 56è              |
| 5                | Luka Mezgec (SLO)             | 86è              |
| 6                | Robert Stannard (AUS)         | 64è              |
| 7                | Andrei Zeits (KAZ)            | 76è              |

| AG2R Citroën Team ACT | AG2R Citroën Team ACT   | AG2R Citroën Team ACT |
| --------------------- | ----------------------- | --------------------- |
| Núm                   | Ciclista                | Pos                   |
| 11                    | Greg Van Avermaet (BEL) | 34è                   |
| 12                    | Geoffrey Bouchard (FRA) | 25è                   |
| 13                    | Lilian Calmejane (FRA)  | 143è                  |
| 14                    | Nans Peters (FRA)       | 104è                  |
| 15                    | Michael Schär (SUI)     | 46è                   |
| 16                    | Andrea Vendrame (ITA)   | 66è                   |
| 17                    | Lawrence Warbasse (USA) | 60è                   |

| Alpecin-Fenix AFC | Alpecin-Fenix AFC                 | Alpecin-Fenix AFC |
| ----------------- | --------------------------------- | ----------------- |
| Núm               | Ciclista                          | Pos               |
| 21                | Mathieu van der Poel (NED) (ruta) | 32è               |
| 22                | Tim Merlier (BEL)                 | 115è              |
| 23                | Xandro Meurisse (BEL)             | 107è              |
| 24                | Jonas Rickaert (BEL)              | DNF-5             |
| 25                | Petr Vakoč (CZE)                  | 74è               |
| 26                | Otto Vergaerde (BEL)              | 132è              |
| 27                | Gianni Vermeersch (BEL)           | 88è               |

| Androni Giocattoli-Sidermec ANS | Androni Giocattoli-Sidermec ANS | Androni Giocattoli-Sidermec ANS |
| ------------------------------- | ------------------------------- | ------------------------------- |
| Núm                             | Ciclista                        | Pos                             |
| 31                              | Mattia Bais (ITA)               | 102è                            |
| 32                              | Alessandro Bisolti (ITA)        | 99è                             |
| 33                              | Matteo Malucelli (ITA)          | 137è                            |
| 34                              | Daniel Muñoz (COL)              | 82è                             |
| 35                              | Simon Pellaud (SUI)             | 148è                            |
| 36                              | Eduardo Sepúlveda (ARG)         | 36è                             |
| 37                              | Natnael Tesfatsion (ERI)        | 48è                             |

| Astana-Premier Tech APT | Astana-Premier Tech APT       | Astana-Premier Tech APT |
| ----------------------- | ----------------------------- | ----------------------- |
| Núm                     | Ciclista                      | Pos                     |
| 41                      | Jakob Fuglsang (DEN)          | 21è                     |
| 42                      | Alexander Aranburu Deba (ESP) | 30è                     |
| 43                      | Manuele Boaro (ITA)           | 95è                     |
| 44                      | Fabio Felline (ITA)           | 14è                     |
| 45                      | Hugo Houle (CAN)              | 13è                     |
| 46                      | Gorka Izagirre Insausti (ESP) | DNF-7                   |
| 47                      | Davide Martinelli (ITA)       | 154è                    |

| Bahrain Victorious TBV | Bahrain Victorious TBV                      | Bahrain Victorious TBV |
| ---------------------- | ------------------------------------------- | ---------------------- |
| Núm                    | Ciclista                                    | Pos                    |
| 51                     | Mikel Landa Meana (ESP)                     | 3r                     |
| 52                     | Peio Bilbao López de Armentia (ESP) (crono) | 61è                    |
| 53                     | Damiano Caruso (ITA)                        | 37è                    |
| 54                     | Eros Capecchi (ITA)                         | 121è                   |
| 55                     | Mark Padun (UKR)                            | 122è                   |
| 56                     | Jan Tratnik (SLO)                           | 146è                   |
| 57                     | Fred Wright (GBR)                           | 101è                   |

| Bora-Hansgrohe BOH | Bora-Hansgrohe BOH     | Bora-Hansgrohe BOH |
| ------------------ | ---------------------- | ------------------ |
| Núm                | Ciclista               | Pos                |
| 61                 | Peter Sagan (SVK)      | 130è               |
| 62                 | Giovanni Aleotti (ITA) | 45è                |
| 63                 | Maciej Bodnar (POL)    | 114è               |
| 64                 | Marcus Burghardt (GER) | 92è                |
| 65                 | Matteo Fabbro (ITA)    | 5è                 |
| 66                 | Patrick Konrad (AUT)   | 27è                |
| 67                 | Daniel Oss (ITA)       | 69è                |

| Cofidis COF | Cofidis COF               | Cofidis COF |
| ----------- | ------------------------- | ----------- |
| Núm         | Ciclista                  | Pos         |
| 71          | Elia Viviani (ITA)        | 147è        |
| 72          | Tom Bohli (SUI)           | DNF-3       |
| 73          | Jean-Pierre Drucker (LUX) | DNF-6       |
| 74          | Nathan Haas (AUS)         | DNF-3       |
| 75          | Fabio Sabatini (ITA)      | 158è        |
| 76          | Kenneth Vanbilsen (BEL)   | 135è        |
| 77          | Attilio Viviani (ITA)     | 159è        |

| Deceuninck-Quick Step DQT | Deceuninck-Quick Step DQT           | Deceuninck-Quick Step DQT |
| ------------------------- | ----------------------------------- | ------------------------- |
| Núm                       | Ciclista                            | Pos                       |
| 81                        | Julian Alaphilippe (FRA) (ruta)     | 41è                       |
| 82                        | João Almeida (POR)                  | 6è                        |
| 83                        | Kasper Asgreen (DEN) (ruta i crono) | 58è                       |
| 84                        | Davide Ballerini (ITA)              | 87è                       |
| 85                        | Álvaro Hodeg Chagui (COL)           | DNF-6                     |
| 86                        | Zdeněk Štybar (CZE)                 | 50è                       |
| 87                        | Bert Van Lerberghe (BEL)            | 108è                      |

| EF Education-Nippo EFN | EF Education-Nippo EFN             | EF Education-Nippo EFN |
| ---------------------- | ---------------------------------- | ---------------------- |
| Núm                    | Ciclista                           | Pos                    |
| 91                     | Sergio Higuita García (COL) (ruta) | 35è                    |
| 92                     | Alberto Bettiol (ITA)              | 84è                    |
| 93                     | Simon Carr (GBR)                   | 39è                    |
| 94                     | Lawson Craddock (USA)              | DNF-3                  |
| 95                     | Alex Howes (USA) (ruta)            | 150è                   |
| 96                     | Sebastian Langeveld (NED)          | 140è                   |
| 97                     | Thomas Scully (NZL)                | 151è                   |

| Eolo-Kometa EOK | Eolo-Kometa EOK         | Eolo-Kometa EOK |
| --------------- | ----------------------- | --------------- |
| Núm             | Ciclista                | Pos             |
| 101             | Manuel Belletti (ITA)   | NP-4            |
| 102             | Vincenzo Albanese (ITA) | 133è            |
| 103             | John Archibald (GBR)    | 149è            |
| 104             | Davide Bais (ITA)       | 153è            |
| 105             | Mark Christian (GBR)    | 112è            |
| 106             | Samuele Rivi (ITA)      | 157è            |
| 107             | Alejandro Ropero (ESP)  | 83è             |

| Gazprom-RusVelo GAZ | Gazprom-RusVelo GAZ   | Gazprom-RusVelo GAZ |
| ------------------- | --------------------- | ------------------- |
| Núm                 | Ciclista              | Pos                 |
| 111                 | Ilnur Zakarin (RUS)   | 31è                 |
| 112                 | Marco Canola (ITA)    | 129è                |
| 113                 | Pàvel Koixetkov (RUS) | 79è                 |
| 114                 | Roman Kreuziger (CZE) | 77è                 |
| 115                 | Denís Nekràssov (RUS) | 123è                |
| 116                 | Ivan Rovni (RUS)      | 152è                |
| 117                 | Simone Velasco (ITA)  | 110è                |

| Groupama-FDJ GFC | Groupama-FDJ GFC                 | Groupama-FDJ GFC |
| ---------------- | -------------------------------- | ---------------- |
| Núm              | Ciclista                         | Pos              |
| 121              | Thibaut Pinot (FRA)              | 43è              |
| 122              | Kevin Geniets (LUX) (ruta)       | 105è             |
| 123              | Stefan Küng (SUI) (ruta i crono) | 73è              |
| 124              | Tobias Ludvigsson (SWE)          | 98è              |
| 125              | Valentin Madouas (FRA)           | 55è              |
| 126              | Rudy Molard (FRA)                | 16è              |
| 127              | Benjamin Thomas (FRA)            | 59è              |

| Ineos Grenadiers IGD | Ineos Grenadiers IGD               | Ineos Grenadiers IGD |
| -------------------- | ---------------------------------- | -------------------- |
| Núm                  | Ciclista                           | Pos                  |
| 131                  | Egan Bernal Gómez (COL)            | 4t                   |
| 132                  | Jonathan Castroviejo Nicolás (ESP) | 52è                  |
| 133                  | Filippo Ganna (ITA) (crono)        | 71è                  |
| 134                  | Michał Kwiatkowski (POL)           | 51è                  |
| 135                  | Salvatore Puccio (ITA)             | 100è                 |
| 136                  | Pàvel Sivakov (RUS)                | 19è                  |
| 137                  | Geraint Thomas (GBR)               | 24è                  |

| Intermarché-Wanty-Gobert Matériaux IWG | Intermarché-Wanty-Gobert Matériaux IWG | Intermarché-Wanty-Gobert Matériaux IWG |
| -------------------------------------- | -------------------------------------- | -------------------------------------- |
| Núm                                    | Ciclista                               | Pos                                    |
| 141                                    | Jan Bakelants (BEL)                    | 40è                                    |
| 142                                    | Aimé De Gendt (BEL)                    | 138è                                   |
| 143                                    | Jan Hirt (CZE)                         | 81è                                    |
| 144                                    | Andrea Pasqualon (ITA)                 | 85è                                    |
| 145                                    | Lorenzo Rota (ITA)                     | 22è                                    |
| 146                                    | Pieter Vanspeybrouck (BEL)             | 117è                                   |
| 147                                    | Loïc Vliegen (BEL)                     | 78è                                    |

| Israel Start-Up Nation ISN | Israel Start-Up Nation ISN | Israel Start-Up Nation ISN |
| -------------------------- | -------------------------- | -------------------------- |
| Núm                        | Ciclista                   | Pos                        |
| 151                        | Guillaume Boivin (CAN)     | 127è                       |
| 152                        | Guy Niv (ISR)              | 63è                        |
| 153                        | Jenthe Biermans (BEL)      | NP-7                       |
| 154                        | Davide Cimolai (ITA)       | 125è                       |
| 155                        | Alessandro De Marchi (ITA) | 17è                        |
| 156                        | Hugo Hofstetter (FRA)      | 67è                        |
| 157                        | Mads Würtz Schmidt (DEN)   | 65è                        |

| Jumbo-Visma TJV | Jumbo-Visma TJV             | Jumbo-Visma TJV |
| --------------- | --------------------------- | --------------- |
| Núm             | Ciclista                    | Pos             |
| 161             | Wout van Aert (BEL) (crono) | 2n              |
| 162             | Edoardo Affini (ITA)        | 144è            |
| 163             | Tobias Foss (NOR)           | 15è             |
| 164             | Robert Gesink (NED)         | 62è             |
| 165             | Paul Martens (GER)          | 155è            |
| 166             | Timo Roosen (NED)           | 72è             |
| 167             | Nathan Van Hooydonck (BEL)  | 93è             |

| Lotto-Soudal LTS | Lotto-Soudal LTS         | Lotto-Soudal LTS |
| ---------------- | ------------------------ | ---------------- |
| Núm              | Ciclista                 | Pos              |
| 171              | Tim Wellens (BEL)        | 7è               |
| 172              | Jasper De Buyst (BEL)    | 47è              |
| 173              | Caleb Ewan (AUS)         | DNF-3            |
| 174              | Frederik Frison (BEL)    | 134è             |
| 175              | Roger Kluge (GER)        | 131è             |
| 176              | Tosh Van der Sande (BEL) | 118è             |
| 177              | Brent Van Moer (BEL)     | 91è              |

| Movistar Team MOV | Movistar Team MOV               | Movistar Team MOV |
| ----------------- | ------------------------------- | ----------------- |
| Núm               | Ciclista                        | Pos               |
| 181               | Iván García Cortina (ESP)       | NP-6              |
| 182               | Dario Cataldo (ITA)             | 49è               |
| 183               | Nélson Oliveira (POR)           | 68è               |
| 184               | Gonzalo Serrano Rodríguez (ESP) | 38è               |
| 185               | Marc Soler i Giménez (ESP)      | 11è               |
| 186               | Albert Torres Barceló (ESP)     | 142è              |
| 187               | Davide Villella (ITA)           | 42è               |

| Arkéa-Samsic ARK | Arkéa-Samsic ARK           | Arkéa-Samsic ARK |
| ---------------- | -------------------------- | ---------------- |
| Núm              | Ciclista                   | Pos              |
| 191              | Nairo Quintana Rojas (COL) | 12è              |
| 192              | Thomas Boudat (FRA)        | 128è             |
| 193              | Laurent Pichon (FRA)       | 103è             |
| 194              | Thibault Guernalec (FRA)   | 89è              |
| 195              | Kévin Ledanois (FRA)       | 90è              |
| 196              | Łukasz Owsian (POL)        | 70è              |
| 197              | Diego Rosa (ITA)           | 139è             |

| Team DSM DSM | Team DSM DSM            | Team DSM DSM |
| ------------ | ----------------------- | ------------ |
| Núm          | Ciclista                | Pos          |
| 201          | Romain Bardet (FRA)     | 8è           |
| 202          | Nikias Arndt (GER)      | 97è          |
| 203          | Nico Denz (GER)         | NP-7         |
| 204          | Chris Hamilton (AUS)    | 29è          |
| 205          | Max Kanter (GER)        | NP-7         |
| 206          | Joris Nieuwenhuis (NED) | 94è          |
| 207          | Martijn Tusveld (NED)   | 33è          |

| Qhubeka Assos TQA | Qhubeka Assos TQA          | Qhubeka Assos TQA |
| ----------------- | -------------------------- | ----------------- |
| Núm               | Ciclista                   | Pos               |
| 211               | Domenico Pozzovivo (ITA)   | 28è               |
| 212               | Simon Clarke (AUS)         | 44è               |
| 213               | Michael Gogl (AUT)         | NP-6              |
| 214               | Bert-Jan Lindeman (NED)    | 119è              |
| 215               | Dimitri Claeys (BEL)       | 113è              |
| 216               | Emil Nygaard Vinjebo (DEN) | 96è               |
| 217               | Łukasz Wiśniowski (POL)    | DNF-5             |

| Total Direct Énergie TDE | Total Direct Énergie TDE          | Total Direct Énergie TDE |
| ------------------------ | --------------------------------- | ------------------------ |
| Núm                      | Ciclista                          | Pos                      |
| 221                      | Niki Terpstra (NED)               | 145è                     |
| 222                      | Niccolò Bonifazio (ITA)           | 116è                     |
| 223                      | Víctor de la Parte González (ESP) | 18è                      |
| 224                      | Lorrenzo Manzin (FRA)             | 120è                     |
| 225                      | Adrien Petit (FRA)                | 111è                     |
| 226                      | Cristián Rodríguez Martín (ESP)   | 23è                      |
| 227                      | Julien Simon (FRA)                | 53è                      |

| Trek-Segafredo TFS | Trek-Segafredo TFS     | Trek-Segafredo TFS |
| ------------------ | ---------------------- | ------------------ |
| Núm                | Ciclista               | Pos                |
| 231                | Vincenzo Nibali (ITA)  | 9è                 |
| 232                | Giulio Ciccone (ITA)   | 26è                |
| 233                | Emīls Liepiņš (LAT)    | 109è               |
| 234                | Matteo Moschetti (ITA) | 156è               |
| 235                | Ryan Mullen (IRL)      | 136è               |
| 236                | Quinn Simmons (USA)    | 54è                |
| 237                | Toms Skujiņš (LAT)     | 80è                |

| UAE Team Emirates UAD | UAE Team Emirates UAD                        | UAE Team Emirates UAD |
| --------------------- | -------------------------------------------- | --------------------- |
| Núm                   | Ciclista                                     | Pos                   |
| 241                   | Tadej Pogačar (SLO) (crono)                  | 1r                    |
| 242                   | Davide Formolo (ITA)                         | 20è                   |
| 243                   | Fernando Gaviria Rendón (COL)                | 126è                  |
| 244                   | Rafał Majka (POL)                            | 57è                   |
| 245                   | Ivo Oliveira (POR) (crono)                   | 106è                  |
| 246                   | Jan Polanc (SLO)                             | 75è                   |
| 247                   | Maximiliano Richeze Araquistain (ARG) (ruta) | 141è                  |

| BikeExchange BEX | BikeExchange BEX              | BikeExchange BEX |
| ---------------- | ----------------------------- | ---------------- |
| Núm              | Ciclista                      | Pos              |
| 1                | Simon Yates (GBR)             | 10è              |
| 2                | Jack Bauer (NZL)              | NP-7             |
| 3                | Michael Hepburn (AUS)         | 124è             |
| 4                | Christopher Juul-Jensen (DEN) | 56è              |
| 5                | Luka Mezgec (SLO)             | 86è              |
| 6                | Robert Stannard (AUS)         | 64è              |
| 7                | Andrei Zeits (KAZ)            | 76è              |

| AG2R Citroën Team ACT | AG2R Citroën Team ACT   | AG2R Citroën Team ACT |
| --------------------- | ----------------------- | --------------------- |
| Núm                   | Ciclista                | Pos                   |
| 11                    | Greg Van Avermaet (BEL) | 34è                   |
| 12                    | Geoffrey Bouchard (FRA) | 25è                   |
| 13                    | Lilian Calmejane (FRA)  | 143è                  |
| 14                    | Nans Peters (FRA)       | 104è                  |
| 15                    | Michael Schär (SUI)     | 46è                   |
| 16                    | Andrea Vendrame (ITA)   | 66è                   |
| 17                    | Lawrence Warbasse (USA) | 60è                   |

| Alpecin-Fenix AFC | Alpecin-Fenix AFC                 | Alpecin-Fenix AFC |
| ----------------- | --------------------------------- | ----------------- |
| Núm               | Ciclista                          | Pos               |
| 21                | Mathieu van der Poel (NED) (ruta) | 32è               |
| 22                | Tim Merlier (BEL)                 | 115è              |
| 23                | Xandro Meurisse (BEL)             | 107è              |
| 24                | Jonas Rickaert (BEL)              | DNF-5             |
| 25                | Petr Vakoč (CZE)                  | 74è               |
| 26                | Otto Vergaerde (BEL)              | 132è              |
| 27                | Gianni Vermeersch (BEL)           | 88è               |

| Androni Giocattoli-Sidermec ANS | Androni Giocattoli-Sidermec ANS | Androni Giocattoli-Sidermec ANS |
| ------------------------------- | ------------------------------- | ------------------------------- |
| Núm                             | Ciclista                        | Pos                             |
| 31                              | Mattia Bais (ITA)               | 102è                            |
| 32                              | Alessandro Bisolti (ITA)        | 99è                             |
| 33                              | Matteo Malucelli (ITA)          | 137è                            |
| 34                              | Daniel Muñoz (COL)              | 82è                             |
| 35                              | Simon Pellaud (SUI)             | 148è                            |
| 36                              | Eduardo Sepúlveda (ARG)         | 36è                             |
| 37                              | Natnael Tesfatsion (ERI)        | 48è                             |

| Astana-Premier Tech APT | Astana-Premier Tech APT       | Astana-Premier Tech APT |
| ----------------------- | ----------------------------- | ----------------------- |
| Núm                     | Ciclista                      | Pos                     |
| 41                      | Jakob Fuglsang (DEN)          | 21è                     |
| 42                      | Alexander Aranburu Deba (ESP) | 30è                     |
| 43                      | Manuele Boaro (ITA)           | 95è                     |
| 44                      | Fabio Felline (ITA)           | 14è                     |
| 45                      | Hugo Houle (CAN)              | 13è                     |
| 46                      | Gorka Izagirre Insausti (ESP) | DNF-7                   |
| 47                      | Davide Martinelli (ITA)       | 154è                    |

| Bahrain Victorious TBV | Bahrain Victorious TBV                      | Bahrain Victorious TBV |
| ---------------------- | ------------------------------------------- | ---------------------- |
| Núm                    | Ciclista                                    | Pos                    |
| 51                     | Mikel Landa Meana (ESP)                     | 3r                     |
| 52                     | Peio Bilbao López de Armentia (ESP) (crono) | 61è                    |
| 53                     | Damiano Caruso (ITA)                        | 37è                    |
| 54                     | Eros Capecchi (ITA)                         | 121è                   |
| 55                     | Mark Padun (UKR)                            | 122è                   |
| 56                     | Jan Tratnik (SLO)                           | 146è                   |
| 57                     | Fred Wright (GBR)                           | 101è                   |

| Bora-Hansgrohe BOH | Bora-Hansgrohe BOH     | Bora-Hansgrohe BOH |
| ------------------ | ---------------------- | ------------------ |
| Núm                | Ciclista               | Pos                |
| 61                 | Peter Sagan (SVK)      | 130è               |
| 62                 | Giovanni Aleotti (ITA) | 45è                |
| 63                 | Maciej Bodnar (POL)    | 114è               |
| 64                 | Marcus Burghardt (GER) | 92è                |
| 65                 | Matteo Fabbro (ITA)    | 5è                 |
| 66                 | Patrick Konrad (AUT)   | 27è                |
| 67                 | Daniel Oss (ITA)       | 69è                |

| Cofidis COF | Cofidis COF               | Cofidis COF |
| ----------- | ------------------------- | ----------- |
| Núm         | Ciclista                  | Pos         |
| 71          | Elia Viviani (ITA)        | 147è        |
| 72          | Tom Bohli (SUI)           | DNF-3       |
| 73          | Jean-Pierre Drucker (LUX) | DNF-6       |
| 74          | Nathan Haas (AUS)         | DNF-3       |
| 75          | Fabio Sabatini (ITA)      | 158è        |
| 76          | Kenneth Vanbilsen (BEL)   | 135è        |
| 77          | Attilio Viviani (ITA)     | 159è        |

| Deceuninck-Quick Step DQT | Deceuninck-Quick Step DQT           | Deceuninck-Quick Step DQT |
| ------------------------- | ----------------------------------- | ------------------------- |
| Núm                       | Ciclista                            | Pos                       |
| 81                        | Julian Alaphilippe (FRA) (ruta)     | 41è                       |
| 82                        | João Almeida (POR)                  | 6è                        |
| 83                        | Kasper Asgreen (DEN) (ruta i crono) | 58è                       |
| 84                        | Davide Ballerini (ITA)              | 87è                       |
| 85                        | Álvaro Hodeg Chagui (COL)           | DNF-6                     |
| 86                        | Zdeněk Štybar (CZE)                 | 50è                       |
| 87                        | Bert Van Lerberghe (BEL)            | 108è                      |

| EF Education-Nippo EFN | EF Education-Nippo EFN             | EF Education-Nippo EFN |
| ---------------------- | ---------------------------------- | ---------------------- |
| Núm                    | Ciclista                           | Pos                    |
| 91                     | Sergio Higuita García (COL) (ruta) | 35è                    |
| 92                     | Alberto Bettiol (ITA)              | 84è                    |
| 93                     | Simon Carr (GBR)                   | 39è                    |
| 94                     | Lawson Craddock (USA)              | DNF-3                  |
| 95                     | Alex Howes (USA) (ruta)            | 150è                   |
| 96                     | Sebastian Langeveld (NED)          | 140è                   |
| 97                     | Thomas Scully (NZL)                | 151è                   |

| Eolo-Kometa EOK | Eolo-Kometa EOK         | Eolo-Kometa EOK |
| --------------- | ----------------------- | --------------- |
| Núm             | Ciclista                | Pos             |
| 101             | Manuel Belletti (ITA)   | NP-4            |
| 102             | Vincenzo Albanese (ITA) | 133è            |
| 103             | John Archibald (GBR)    | 149è            |
| 104             | Davide Bais (ITA)       | 153è            |
| 105             | Mark Christian (GBR)    | 112è            |
| 106             | Samuele Rivi (ITA)      | 157è            |
| 107             | Alejandro Ropero (ESP)  | 83è             |

| Gazprom-RusVelo GAZ | Gazprom-RusVelo GAZ   | Gazprom-RusVelo GAZ |
| ------------------- | --------------------- | ------------------- |
| Núm                 | Ciclista              | Pos                 |
| 111                 | Ilnur Zakarin (RUS)   | 31è                 |
| 112                 | Marco Canola (ITA)    | 129è                |
| 113                 | Pàvel Koixetkov (RUS) | 79è                 |
| 114                 | Roman Kreuziger (CZE) | 77è                 |
| 115                 | Denís Nekràssov (RUS) | 123è                |
| 116                 | Ivan Rovni (RUS)      | 152è                |
| 117                 | Simone Velasco (ITA)  | 110è                |

| Groupama-FDJ GFC | Groupama-FDJ GFC                 | Groupama-FDJ GFC |
| ---------------- | -------------------------------- | ---------------- |
| Núm              | Ciclista                         | Pos              |
| 121              | Thibaut Pinot (FRA)              | 43è              |
| 122              | Kevin Geniets (LUX) (ruta)       | 105è             |
| 123              | Stefan Küng (SUI) (ruta i crono) | 73è              |
| 124              | Tobias Ludvigsson (SWE)          | 98è              |
| 125              | Valentin Madouas (FRA)           | 55è              |
| 126              | Rudy Molard (FRA)                | 16è              |
| 127              | Benjamin Thomas (FRA)            | 59è              |

| Ineos Grenadiers IGD | Ineos Grenadiers IGD               | Ineos Grenadiers IGD |
| -------------------- | ---------------------------------- | -------------------- |
| Núm                  | Ciclista                           | Pos                  |
| 131                  | Egan Bernal Gómez (COL)            | 4t                   |
| 132                  | Jonathan Castroviejo Nicolás (ESP) | 52è                  |
| 133                  | Filippo Ganna (ITA) (crono)        | 71è                  |
| 134                  | Michał Kwiatkowski (POL)           | 51è                  |
| 135                  | Salvatore Puccio (ITA)             | 100è                 |
| 136                  | Pàvel Sivakov (RUS)                | 19è                  |
| 137                  | Geraint Thomas (GBR)               | 24è                  |

| Intermarché-Wanty-Gobert Matériaux IWG | Intermarché-Wanty-Gobert Matériaux IWG | Intermarché-Wanty-Gobert Matériaux IWG |
| -------------------------------------- | -------------------------------------- | -------------------------------------- |
| Núm                                    | Ciclista                               | Pos                                    |
| 141                                    | Jan Bakelants (BEL)                    | 40è                                    |
| 142                                    | Aimé De Gendt (BEL)                    | 138è                                   |
| 143                                    | Jan Hirt (CZE)                         | 81è                                    |
| 144                                    | Andrea Pasqualon (ITA)                 | 85è                                    |
| 145                                    | Lorenzo Rota (ITA)                     | 22è                                    |
| 146                                    | Pieter Vanspeybrouck (BEL)             | 117è                                   |
| 147                                    | Loïc Vliegen (BEL)                     | 78è                                    |

| Israel Start-Up Nation ISN | Israel Start-Up Nation ISN | Israel Start-Up Nation ISN |
| -------------------------- | -------------------------- | -------------------------- |
| Núm                        | Ciclista                   | Pos                        |
| 151                        | Guillaume Boivin (CAN)     | 127è                       |
| 152                        | Guy Niv (ISR)              | 63è                        |
| 153                        | Jenthe Biermans (BEL)      | NP-7                       |
| 154                        | Davide Cimolai (ITA)       | 125è                       |
| 155                        | Alessandro De Marchi (ITA) | 17è                        |
| 156                        | Hugo Hofstetter (FRA)      | 67è                        |
| 157                        | Mads Würtz Schmidt (DEN)   | 65è                        |

| Jumbo-Visma TJV | Jumbo-Visma TJV             | Jumbo-Visma TJV |
| --------------- | --------------------------- | --------------- |
| Núm             | Ciclista                    | Pos             |
| 161             | Wout van Aert (BEL) (crono) | 2n              |
| 162             | Edoardo Affini (ITA)        | 144è            |
| 163             | Tobias Foss (NOR)           | 15è             |
| 164             | Robert Gesink (NED)         | 62è             |
| 165             | Paul Martens (GER)          | 155è            |
| 166             | Timo Roosen (NED)           | 72è             |
| 167             | Nathan Van Hooydonck (BEL)  | 93è             |

| Lotto-Soudal LTS | Lotto-Soudal LTS         | Lotto-Soudal LTS |
| ---------------- | ------------------------ | ---------------- |
| Núm              | Ciclista                 | Pos              |
| 171              | Tim Wellens (BEL)        | 7è               |
| 172              | Jasper De Buyst (BEL)    | 47è              |
| 173              | Caleb Ewan (AUS)         | DNF-3            |
| 174              | Frederik Frison (BEL)    | 134è             |
| 175              | Roger Kluge (GER)        | 131è             |
| 176              | Tosh Van der Sande (BEL) | 118è             |
| 177              | Brent Van Moer (BEL)     | 91è              |

| Movistar Team MOV | Movistar Team MOV               | Movistar Team MOV |
| ----------------- | ------------------------------- | ----------------- |
| Núm               | Ciclista                        | Pos               |
| 181               | Iván García Cortina (ESP)       | NP-6              |
| 182               | Dario Cataldo (ITA)             | 49è               |
| 183               | Nélson Oliveira (POR)           | 68è               |
| 184               | Gonzalo Serrano Rodríguez (ESP) | 38è               |
| 185               | Marc Soler i Giménez (ESP)      | 11è               |
| 186               | Albert Torres Barceló (ESP)     | 142è              |
| 187               | Davide Villella (ITA)           | 42è               |

| Arkéa-Samsic ARK | Arkéa-Samsic ARK           | Arkéa-Samsic ARK |
| ---------------- | -------------------------- | ---------------- |
| Núm              | Ciclista                   | Pos              |
| 191              | Nairo Quintana Rojas (COL) | 12è              |
| 192              | Thomas Boudat (FRA)        | 128è             |
| 193              | Laurent Pichon (FRA)       | 103è             |
| 194              | Thibault Guernalec (FRA)   | 89è              |
| 195              | Kévin Ledanois (FRA)       | 90è              |
| 196              | Łukasz Owsian (POL)        | 70è              |
| 197              | Diego Rosa (ITA)           | 139è             |

| Team DSM DSM | Team DSM DSM            | Team DSM DSM |
| ------------ | ----------------------- | ------------ |
| Núm          | Ciclista                | Pos          |
| 201          | Romain Bardet (FRA)     | 8è           |
| 202          | Nikias Arndt (GER)      | 97è          |
| 203          | Nico Denz (GER)         | NP-7         |
| 204          | Chris Hamilton (AUS)    | 29è          |
| 205          | Max Kanter (GER)        | NP-7         |
| 206          | Joris Nieuwenhuis (NED) | 94è          |
| 207          | Martijn Tusveld (NED)   | 33è          |

| Qhubeka Assos TQA | Qhubeka Assos TQA          | Qhubeka Assos TQA |
| ----------------- | -------------------------- | ----------------- |
| Núm               | Ciclista                   | Pos               |
| 211               | Domenico Pozzovivo (ITA)   | 28è               |
| 212               | Simon Clarke (AUS)         | 44è               |
| 213               | Michael Gogl (AUT)         | NP-6              |
| 214               | Bert-Jan Lindeman (NED)    | 119è              |
| 215               | Dimitri Claeys (BEL)       | 113è              |
| 216               | Emil Nygaard Vinjebo (DEN) | 96è               |
| 217               | Łukasz Wiśniowski (POL)    | DNF-5             |

| Total Direct Énergie TDE | Total Direct Énergie TDE          | Total Direct Énergie TDE |
| ------------------------ | --------------------------------- | ------------------------ |
| Núm                      | Ciclista                          | Pos                      |
| 221                      | Niki Terpstra (NED)               | 145è                     |
| 222                      | Niccolò Bonifazio (ITA)           | 116è                     |
| 223                      | Víctor de la Parte González (ESP) | 18è                      |
| 224                      | Lorrenzo Manzin (FRA)             | 120è                     |
| 225                      | Adrien Petit (FRA)                | 111è                     |
| 226                      | Cristián Rodríguez Martín (ESP)   | 23è                      |
| 227                      | Julien Simon (FRA)                | 53è                      |

| Trek-Segafredo TFS | Trek-Segafredo TFS     | Trek-Segafredo TFS |
| ------------------ | ---------------------- | ------------------ |
| Núm                | Ciclista               | Pos                |
| 231                | Vincenzo Nibali (ITA)  | 9è                 |
| 232                | Giulio Ciccone (ITA)   | 26è                |
| 233                | Emīls Liepiņš (LAT)    | 109è               |
| 234                | Matteo Moschetti (ITA) | 156è               |
| 235                | Ryan Mullen (IRL)      | 136è               |
| 236                | Quinn Simmons (USA)    | 54è                |
| 237                | Toms Skujiņš (LAT)     | 80è                |

| UAE Team Emirates UAD | UAE Team Emirates UAD                        | UAE Team Emirates UAD |
| --------------------- | -------------------------------------------- | --------------------- |
| Núm                   | Ciclista                                     | Pos                   |
| 241                   | Tadej Pogačar (SLO) (crono)                  | 1r                    |
| 242                   | Davide Formolo (ITA)                         | 20è                   |
| 243                   | Fernando Gaviria Rendón (COL)                | 126è                  |
| 244                   | Rafał Majka (POL)                            | 57è                   |
| 245                   | Ivo Oliveira (POR) (crono)                   | 106è                  |
| 246                   | Jan Polanc (SLO)                             | 75è                   |
| 247                   | Maximiliano Richeze Araquistain (ARG) (ruta) | 141è                  |